# 레이 크로크
레이먼드 앨버트 크로크(Raymond Albert Kroc, 1902년 10월 5일 ~ 1984년 1월 14일), 또는 간단히 레이 크로크(Ray Kroc)는 미국의 사업가로, 맥도날드의 창업자이다. 맥도날드를 프랜차이즈화 하여 확장하고 세계적인 패스트푸드 체인으로 만들었다.

## 내력
체코계 부모하에 일리노이주 시카고 교외의 오크파크에서 태어났다. 고등학교 중퇴 후 제1차 세계 대전 동안 15세에서 구급차 드라이버의 훈련 위생대에 소속되었다. 종전 후에는 피아니스트, 종이컵 판매상, 재즈 연주가, 밴드 멤버 등 일자리를 전전했다.
1941년에는 5종류의 밀크셰이크를 동시에 만드는 기계 멀티믹서의 독점 판매자가 되어 전국 곳곳을 여행하고 다녔다. 1954년 캘리포니아주 샌버너디노에 1940년 최초의 맥도날드를 연 맥도널드 형제와 만난다. 크로크는 간소화된 조리 시스템에 관심을 가지고 형제와 협상하여 프랜차이즈권을 획득하였다. 1955년 4월 일리노이주 데스플레인스에 첫 프랜차이즈 점을 출점했다.
1955년 3월, 52세 나이에 맥도날드를 설립하였다. 1961년에는 맥도널드 형제로부터 상권을 270만 달러에 인수하였으며, 1965년에 상장하였다. 1984년까지 세계 34개국에 8,300개 점포를 열었다. 1955년부터 1968년까지 맥도날드 사장, 1968년부터 1977년까지 회장, 1977년부터 1984년까지 수석 회장을 맡았다. 1974년에는 프로 야구 팀 샌디에이고 파드리스 소유자에 취임했으며 이 팀은 창단 후 단 한번도 3할 승률을 벗어나지 못했고 1974년 60승 102패라는 처참한 성적을 남기자  한때 워싱턴 이전설이 있었는데 그 당시 '팬더스' '스타즈'가 팀명 물망에 올랐다.

1984년 1월 14일, 캘리포니아주 샌디에이고에서 사망하였다. 향년 81세.

## 같이 보기
- 후지타 덴